# Вплив пандемії COVID-19 на туризм
Пандемія коронавірусної хвороби 2019 спричинила вплив на індустрію туризму внаслідок пов'язаних з нею обмежень на транспортне сполучення, а також через падіння попиту серед мандрівників. Індустрія туризму значно постраждала від поширення коронавірусу, оскільки більшість країн запровадили обмеження на транспортне сполучення задля стримування його поширення. Всесвітня туристична організація при ООН підрахувала, що кількість туристичних поїздок у світі можуть зменшитися від 58 % до 78 % у 2020 році, що призведе до потенційної втрати 0,9–1,2 трильйона доларів США в надходженнях від міжнародного туризму.
У багатьох містах світу кількість запланованих відвідувань туристів знизилася на 80–90 %. На регіональному рівні запроваджувались іноді конфліктні та односторонні обмеження на поїздки, і багато визначних туристичних пам'яток у всьому світі, таких як музеї, парки розваг і спортивні об'єкти, були закриті. Всесвітня туристична організація повідомила про падіння на 65 % міжнародних туристичних прибуттів за перші шість місяців 2020 року. Авіаційні пасажирські перевезення продемонстрували подібне зниження. Конференція ООН з торгівлі та розвитку опублікувала звіт у червні 2021 року, в якому йдеться про те, що глобальна економіка може втратити понад 4 трильйони доларів США внаслідок пандемії.

## Туризм в умовах пандемії
Частина любителів подорожей скористалися тим, що авіакомпанії різко знизили тарифи, щоб поїхати на відпочинок, попри численні попередження залишатися вдома, а також вимоги щодо двотижневого карантину після прибуття або повернення з подорожі. Кілька студентів коледжів США дали позитивний результат тестування на COVID-19 після повернення з традиційних місць весняних канікул, таких як пляжі Флориди, острів Саут-Падре та Кабо-Сан-Лукас.
Дубай піддали нищівній критиці у всьому світі за надто швидке відкриття туризму, попри високий рівень випадків хвороби, виявлених в еміраті. У листопаді та грудні 2020 року щонайменше 300 тисяч осіб їздили до та з ОАЕ та Великої Британії. Повідомлено, що в перші місяці пандемії емірат добре впорався з ситуацією. Однак пізніше з'явились дані, що в переддень Нового року туристи та місцеві жителі відвідували вечірки без соціального дистанціювання та масок. Звинувачення в тому, що Дубай діє як «суперрозповсюджувач» вірусу, змусили емірат 1 лютого 2021 року закрити всі бари та паби на місяць.

## Туризм і вакцинація
Багато туристичних об'єктів, зокрема музеї, центри для відвідувачів, ресторани, готелі, зобов'язують персонал та/або відвідувачів робити щеплення від COVID-19, і такі об'єкти називали «вакцинованими об'єктами». Дослідження показали, що туристи по-різному вірять у вакцинацію проти COVID-19 щодо її ефективності та побічних ефектів, що впливає на перевагу туристів щодо відвідування або використання «вакцинованих місць».

## Обмеження на поїздки
Унаслідок пандемії багато країн і регіонів запровадили карантини, заборони на в'їзд або інші обмеження для громадян чи тих, хто нещодавно їздив до найбільш уражених районів. Інші країни та регіони запровадили глобальні обмеження, які застосовуються до всіх інших країн і територій, або забороняють своїм громадянам виїздити за кордон.
Разом зі зниженням бажання подорожувати обмеження мали негативний економічний вплив на туристичний сектор у цих регіонах. Можливим довгостроковим впливом стало зниження ділових поїздок і міжнародних конференцій і зростання кількості їх віртуальних онлайн-еквівалентів. Були висловлені занепокоєння щодо ефективності обмежень на подорожі для стримування поширення COVID-19. Можливим довгостроковим впливом стало зниження ділових поїздок і міжнародних конференцій і зростання їх віртуальних, онлайн-еквівалентів. Були висловлені занепокоєння щодо ефективності обмежень на поїздки для стримування поширення COVID-19.

## Вплив за країною і континентом

### Азія

#### Камбоджа
Прибуття іноземних туристів у березні 2020 року впали на 65 % у порівнянні з аналогічним періодом минулого року. Ангкор-Ват, який зазвичай переповнений тисячами туристів щодня, залишився майже безлюдним, у середньому на день продавались 22 квитки у всьому національному парку Ангкор протягом квітня 2020 року.
З середини березня Камбоджа заборонила в'їзд іноземним відвідувачам із 6 країн — США, Італії, Німеччини, Іспанії, Франції та Ірану — і з 30 березня ввела обмеження на в'їзд для всіх іноземців для запобігання поширенню COVID-19.
Туристична індустрія Камбоджі, яка складала 4,92 мільярда доларів США, у той час дуже постраждала від нищівної пандемії. Статистичні дані показали, що в березні Камбоджа прийняла в цілому 223400 іноземних туристів, що на 65 % менше, ніж за той же місяць минулого року. Понад 600 готелів по всій країні було закрито до червня, а понад 10 тисяч працівників туристичного сектору залишилися без роботи.

#### Китай
Туризм у Китаї значно постраждав через обмеження на поїздки та побоювання зараження, включно із забороною як на внутрішні, так і на міжнародні туристичні групи.

#### Гонконг
Прибуття іноземців до Гонконгу в лютому 2020 року впали на 96 % порівняно з аналогічним періодом минулого року та на 99 % порівняно з попереднім роком у березні 2020 року.

#### Кіпр
Прибуття іноземців на Кіпр у березні 2020 року впало на 67 % порівняно з аналогічним періодом минулого року.

#### Сінгапур
Туризм у Сінгапурі значно постраждав від пандемії COVID-19, оскільки з 26 березня 2020 року діяли правила соціального дистанціювання, зокрема заборона на організовані тури всередині країни та закриття всіх туристичних об'єктів.

#### Індія
Прибуття іноземців до Індії у березні 2020 року впало на 67 % порівняно з аналогічним періодом минулого року.

#### Індонезія
Прибуття іноземців до Індонезії в березні 2020 року впали на 64,11 % в річному обчисленні.

#### Ізраїль
Ізраїль закрив кордони для іноземних туристів на початку пандемії COVID-19. Загалом кількість іноземних туристів, які відвідали Ізраїль у жовтні 2020 року, становила 738 тисяч; порівняно з тим же періодом 2019 року, коли Ізраїль відвідали приблизно 3,295 мільйона туристів. У жовтні 2020 року ізраїльська індустрія туризму втратила близько 12,1 мільярдів шекелів з січня.

#### Японія
Прибуття іноземних туристів у березні 2020 року впали на 94 % в порівнянні з аналогічним періодом минулого року. До середини квітня кількість щоденних прибуттів іноземців впала майже на 100 % порівняно з аналогічним періодом минулого року.

#### Малайзія
16 березня 2020 року міністерство туризму, мистецтва та культури повідомило, що деякі туристичні об'єкти в Малайзії залишаться закритими до 30 березня 2020 року, включаючи туристичний інформаційний центр, Національну художню галерею, ремісничі центри, Археологічний музей Ленггонг, Національний архів Малайзії, меморіальні центри та Національну бібліотеку Малайзії.

#### Південна Корея
У Південній Кореї Корейська асоціація турагентів звернулася за підтримкою уряду, щоб компенсувати різкі втрати галузі через низку скасувань приїзду туристів після пандемії COVID-19. Найбільші туристичні агенції Південної Кореї, «Hana Tour» і «Mode Tour», також повідомили про збитки від скасування на суму 10 мільярдів вон.
Прибуття іноземних туристів у березні 2020 року впали на 95 % в порівнянні з аналогічним періодом минулого року.

#### Шрі-Ланка
Прибуття іноземців до Шрі-Ланки в березні 2020 року впало на 70,8 порівняно з аналогічним періодом минулого року.

#### Таїланд
Спалах нової коронавірусної хвороби (COVID-19) у Таїланді став кризою для індустрії та економіки туризму. Кількість іноземних туристів у березні 2020 року скоротилася на 76 % порівняно з аналогічним періодом минулого року, а витрати туристів впали на 78 % порівняно з попереднім роком. Із закритим кордоном з Таїландом і забороною більшості міжнародних рейсів з 4 квітня кількість туристів і їх витрати в квітні 2020 року впали до нуля.

#### Туреччина
Прибуття іноземних туристів до Туреччини в березні 2020 року впали на 68 % в порівнянні з аналогічним періодом минулого року.

#### В'єтнам
Прибуття іноземних туристів до В'єтнаму в квітні 2020 року впали на 98 % в порівнянні з аналогічним періодом минулого року.

#### Об'єднані Арабські Емірати
Унаслідок пандемії коронавірусної хвороби пасажиропотік Дубая у 2020 році впав на 70 %. Збільшення кількості випадків хвороби змусило уряд ОАЕ запровадити закрити авіасполучення з країною.

#### Бахрейн
У спробах контролювати поширення хвороби низка обмежень на поїздки до Бахрейну призвели до того, що туристичний сектор став свідком втрат понад 1 мільярд бахрейнських динарів. Як заявив міністр промисловості, торгівлі та туризму Бахрейну Заєд Альзаяні, країна втрачала майже 108 мільйонів бахрейнських динарів на місяць після зменшення кількості відвідувачів на 29 тисяч на день.

### Європа

#### Боснія і Герцеговина
Як повідомило статистичне управління суб'єкта федерації, кількість іноземних туристів, які відвідали Боснійську Федерацію в березні, впала на 79 % порівняно з попереднім роком до 9660.
Іноземні туристи провели 19089 ночей у Федерації в березні 2020 року, що на 77 % менше, ніж у минулому році. Загальна кількість туристів, які відвідали Федерацію в березні, скоротилася на 75 % порівняно з попереднім роком до 16186. Загальна кількість ночівель туристів зменшилася на 73 % до 31881. Прибуття іноземців у березні 2020 року впали на 79 % в порівнянні з аналогічним періодом минулого року.

#### Болгарія
Болгарія заборонила в'їзд іноземцям у березні після початку епідемію коронавірусної хвороби.
Прибуття іноземців у країну в березні 2020 року впало на 44 % в порівнянні з аналогічним періодом минулого року. Прем'єр-міністр Болгарії Бойко Борисов заявив, подорожуючим з Греції та Сербії, які перебувають у відрядженнях або мають родинні зв'язки, а також дипломатам, гуманітарним і транспортним працівникам буде дозволено в'їхати до Болгарії з 1 червня без проходження 14-денного карантину.

#### Хорватія
Попередні дані свідчили про те, що кількість іноземних туристів у Хорватії у березні 2020 року впала на 75 % порівняно з аналогічним періодом минулого року.

#### Греція
У березні 2020 року прибуття іноземців до Греції зменшились на 47 % порівняно з минулим роком, а доходи від туризму впали на 71 % порівняно з аналогічним періодом минулого року.

#### Угорщина
У квітні 2020 року кількість іноземних туристів в Угорщині зменшилась на 99 % порівняно з минулим роком, а внутрішній туризм — на 95 %.

#### Сербія
Прибуття іноземців до Сербії у березні 2020 року впало на 66 % порівняно з аналогічним періодом минулого року.

#### Іспанія
Прибуття іноземців до Іспанії в березні 2020 року впали на 64 % в порівнянні з аналогічним періодом минулого року. Повідомлено, що в травні 2021 року туристичний сектор впав на 76 % протягом березня. Цифри показали різке падіння на 90 %, враховуючи час до пандемії в березні 2019 року, але все ще вище, ніж зареєстровано в лютому 2021 року. Протягом березня 2021 року уряд зареєстрував приїзд понад 109 тисяч громадян Франції, але лише 18 тисяч громадян Великої Британії.

### Океанія

#### Австралія
Органи туризму Австралії висловили припущення, що загальні економічні витрати для сектора станом на 11 лютого 2020 року становитимуть 4,5 мільярда австралійських доларів. Очікувалося, що впадуть прибутки казино. Принаймні два населених пункти в Австралії, Кернс і Голд-Кост, повідомили про втрату доходів на суму понад 600 мільйонів доларів.
Австралійська рада індустрії туризму закликала уряд Австралії надати фінансову підтримку, особливо у зв'язку з великою кількістю постраждалих малих підприємств.
У березні національне туристичне агентство «Flight Center» закрило на невизначений термін 100 філій по всій Австралії через значно нижчий попит на подорожі. Агентство також повідомило про зниження ціни його акцій на 75 %, і повідомила, що 6 тисяч співробітників по всьому світу будуть звільнені або відправлені у неоплачувану відпустку.

#### Фіджі
Пандемія коронавірусної хвороби негативно вплинула на туризм на Фіджі.

### Північна Америка

#### Коста-Рика
Прибуття іноземців до Коста-Рики в березні 2020 року впали на 51 % в порівнянні з аналогічним періодом минулого року.

#### Мексика
У березні 2020 року Національна туристична бізнес-рада Мексики надіслала два листи керівнику апарату президента Мексики Альфонсо Ромо з проханням про державну підтримку цього сектору. Туризм у Мексиці постраждав від закриття 4 тисяч готелів (52400 номерів) і 2 тисяч ресторанів, а авіаційна галузь до березня 2020 року втратила 30 мільярдів мексиканських песо (1,3 мільярда доларів США).

#### США
Туризм на Гавайських островах пішов у затишшя. У квітні 2020 року кількість туристів на Гаваях скоротилася майже на 100 %, а 14-денний обов'язковий карантин утримав туризм на низькому рівні. Кілька туристів, які прибули в штат, але не дотримувалися карантину, були заарештовані. У червні 2020 року Гаваї все ще не призначили дату відкриття для туристів з-за меж штату. Станом на 16 червня 2020 року було скасовано карантин для міжострівного туризму.
У першому кварталі 2020 року туризм у Флориді впав на 11 % порівняно з минулим роком.
Під час пандемії в окрузі Дор у штат Вісконсин сотні сезонних жителів переїхали туди навесні раніше, ніж зазвичай.
У 2020 році у Сполучених Штатах став популярним вид відпочинку «staycations», що включав проведення відпустки вдома або поблизу нього. Більшість поїздок у відпустку здійснювалося на автомобілі, оскільки ціни на бензин були низькими, і багато людей вважали за краще чекати до останньої хвилини, щоб спланувати поїздку точніше через попередню невизначеність. Спостерігалося різке скорочення подорожей авіатранспортом, круїзними суднами, автобусами і залізницею.

### Південна Америка

#### Бразилія
Ставши другою після США найбільш постраждалою країною від пандемії COVID-19, індустрія туризму Бразилії значно постраждала. Чистий внесок туризму в номінальний ВВП Бразилії в 2020 році знизився на 53 % порівняно з минулим роком (270,8 мільярдів бразильських реалів і 143,8 мільярдів бразильських реалів відповідно).

## Вплив за секторами

### Індустрія казино
У Макао, найбільшому місці грального бізнесу в світі за доходами, у лютому 2020 року усі казино були закриті на 15 днів, і зазнали падіння прибутку на 88 % порівняно з минулим роком, що є найгіршим показником за всю історію.
17 березня 2020 року губернатор Невади Стів Сайсолак наказав закрити всі казино на 30 днів.

### Круїзна індустрія
Круїзним компаніям довелося скасувати рейси після спалаху пандемії. Кількість бронювань і скасувань зросла, оскільки широке висвітлення в засобах масової інформації хворих пасажирів на суднах, які перебували на карантині, завдало шкоди іміджу галузі. У травні 2020 року компанія «Norwegian Cruise Line» опублікувала квартальний збиток у розмірі 1,88 мільярда доларів і попередила, що може припинити роботу.

### Готельна індустрія
11 квітня 2020 року лише 3 % місць у готелях в адміністративному центрі штату Техас Остіні були зайняті. На цю дату було зайнято 342 номери в порівнянні з 10777 номерами, які були зайняті на ту ж дату в 2019 році.

### Прокат автомобілів
22 травня 2020 року компанія «Hertz Global Holdings Inc.» подала заяву про банкрутство. Їй не було надано доступу до коштів, які США призначили для допомоги авіакомпаніям.

### Індустрія харчування
Пандемія вплинула на індустрію харчування в усьому світі, оскільки влада усіх країн закрила ресторани та бари, щоб сповільнити поширення хвороби. У всьому світі щоденна відвідуваність ресторанів різко впала порівняно з тим самим періодом 2019 року. Закриття ресторанів спричинило хвилевий ефект у суміжних галузях, таких як виробництво харчових продуктів, виробництво алкогольних напоїв, вина та пива, виробництво та доставка напоїв, риболовля та сільське господарство.

## Вплив на ринок праці
Наприкінці січня 2020 року Всесвітня організація охорони здоров'я повідомила, що коронавірус є глобальною проблемою для охорони здоров'я. Багато підприємств припинили свою діяльність, і багато з них не змогли вижити під час цієї кризи. Зареєстровано велику кількість банкрутств, звільнень і прохань про допомогу. Оскільки людям потрібно було вижити без доходу, багато людей подали документи на допомогу по безробіттю. Туризм є однією з галузей, яка зазнала серйозного впливу, і деякі компанії тривалий час боролися з проблемою нестачі робочої сили, оскільки працівники вважали за краще залишатися вдома. Наприклад, було кілька авіакомпаній, які скасували величезну кількість своїх рейсів у США за кілька тижнів під час пандемії через цю проблему. Бюджетні готелі зазнали значного впливу через свій характер, та є вразливими, оскільки вони здебільшого належать особам, які не мають фінансів, робочої сили, стратегії чи плану подолання кризи.